# Пљушки рејон
Пљушки рејон (рус. Плю́сский район) административно-територијална је јединица другог нивоа и општински рејон на крајњем северу Псковске области, односно на западу европског дела Руске Федерације.
Административни центар рејона је варошица Пљуса. Према проценама националне статистичке службе Русије за 2015, на територији рејона је живело 8.232 становника или у просеку око 2,97 ст/км².

## Географија
Пљушки рејон смештен је на крајњем северу Псковске области. Обухвата територију површине 2.767,4 км², и по том параметру налази се на 8. месту међу 24 рејона у области. Граничи се са Стругокрасњенским рејоном на југу, односно са Гдовским рејоном на западу. На северу и истоку су Сланчањски и Лушки рејон Лењинградске области, односно на југоистоку Шимски рејон Новгородске области.
Рељефом рејона доминирају простране равнице испресецане бројним водотоцима и мањим језерима ледничког порекла. Најважнији водоток је река Пљуса (десна и највећа притока Нарве) која свој ток започиње на крајњем истоку рејона као отока Запљуског језера. Најважније притоке Пљусе на подручју рејона су Љута, Куреја, Чјорнаја и Јања. Од бројних језера величином се издвајају Црно језеро (8,75 км²) уз границу са Стругокрасњенским рејоном, Песно (4,85 км²), Запљуско (2,5 км²) и Дуго језеро (1,7 км²).

## Историја
Пљушки рејон успостављен је 1. августа 1927. године као општински рејон тадашњег Лушког округа Лењинградске области. Године 1963. привремено је распуштен, а његова територија присаједињена суседном Стругокрасњенском рејону. Поново је успостављен већ 1965. године.
У садашњим административним границама је од 30. марта 2015. године.

## Демографија и административна подела
Према подацима са пописа становништва из 2010. на територији рејона је живело укупно 9.187 становника, док је према процени из 2015. ту живело 8.232 становника, или у просеку 2,97 ст/км². По броју становника Пљушки рејон се налази на претпоследњем 23. месту у области и његова популација чини тек око 1,27% свеукупне обласне популације. У урбаним центрима живи око половине рејонске популације.
| 1959.  | 1970.  | 1979.  | 1989.  | 2002.  | 2010. | 2015.  |
| ------ | ------ | ------ | ------ | ------ | ----- | ------ |
| 20.506 | 18.354 | 15.871 | 14.081 | 11.610 | 9.187 | 8.232* |

Напомена:* Према процени националне статистичке службе. 
На подручју рејона постоје укупно 152 села и 2 варошице, међусобно подељени на три трећестепене општине (две урбане и једну руралну). Статус градских насеља имају варошице Пљуса (2.908 становника), која је уједно и административни центар рејона, и Запљусје (1.103 становника).